# Friedrich Wessel
Friedrich „Fritz“ Wessel (* 29. April 1945 in Bonn) ist ein ehemaliger deutscher Florett-Fechter und mehrfacher Deutscher Meister.

## Leben
Bei den Olympischen Spielen 1968 schied Wessel in der Einzelwertung frühzeitig aus, mit der Mannschaft belegte er den sechsten Platz. 1969 wurde er bei der Fechtweltmeisterschaft in Kuba der erste deutsche Einzelweltmeister im Florett. 
Für diese Leistung verlieh ihm der Bundespräsident am 14. Oktober 1969 das Silberne Lorbeerblatt.
Ein Jahr später verteidigte er den Titel bei der Fechtweltmeisterschaft 1970 in Ankara erfolgreich. Auf einen WM-Start im darauf folgenden Jahr verzichtete er zugunsten seines Jurastudiums. Bei den Olympischen Spielen 1972 verpasste Wessel im Einzel knapp das Finale der besten sechs Fechter, mit der Mannschaft belegte er den fünften Platz.
Wessel focht für den OFC Bonn, für den er 1965 erstmals Deutscher Meister mit der Florett-Mannschaft wurde. Bis 1972 folgten sieben weitere Titel, ab 1967 gehörte auch sein Bruder Albrecht Wessel zur Mannschaft. Seinen einzigen Einzeltitel gewann Friedrich Wessel 1968.
Die Fechterin Ute Wessel ist die Schwägerin von Friedrich Wessel.